# 罗曼莫捷-昂维
罗曼莫捷-昂维（法語：Romainmôtier-Envy，法語發音：[ʁɔmɛ̃motje ɑ̃vi]）是瑞士联邦西部法语区沃州的一个市镇，于1970年由原市镇罗曼莫捷（Romainmôtier）和昂维（Envy）合并而成。罗曼莫捷-昂维的总面积为6.97平方公里。截至2010年底，总人口为474。